# Estação Santa Lucía (Metrô de Santiago)
A Estação Santa Lucía é uma das estações do Metrô de Santiago, situada em Santiago, entre a Estação Universidad de Chile e a Estação Universidad Católica. Faz parte da Linha 1.
Foi inaugurada em 31 de março de 1977. Localiza-se no cruzamento da Alameda com a Rua Miraflores. Atende a comuna de Santiago.
Espera-se que até 2032 esta estação seja uma futura combinação com a Linha 9.

## Azulejos
O governo de Portugal presenteou a Metro S.A. com uma das primeiras obras de arte que passaram a decorar a estação. Esta obra de azulejaria recebeu o nome de "Azulejos para Santiago". Está instalada na estação e apresenta azulejos em diversos tons azuis e brancos. De autoria do artista plástico Rogério Ribeiro, ela foi criada em 1996.